# Ma che vita la mia
Ma che vita la mia è il terzo album in studio del solista Roby Facchinetti pubblicato il 18 marzo 2014 dall'etichetta discografica: Carosello in formato CD ed LP. L'album è uscito ad oltre 20 anni di distanza dal precedente e prende nome dall'omonimo singolo di Facchinetti.

## L'album
L'album, su musiche dello stesso Facchinetti, contiene otto testi postumi di Valerio Negrini, fondatore e storico paroliere dei Pooh.
Il primo e l'ultimo brano sono strumentali. Il primo: Il volo di Haziel, è dedicato all'Angelo custode di Roby Facchinetti; mentre l'ultimo: Poeta, onora la memoria del suo amico e collega Valerio Negrini. In questo brano è presente un dialogo in melodia fra le voci di Roby e del soprano Valeria Caponnetto Delleani.
L'album è stato realizzato e suonato interamente con tastiere, anche per quanto concerne batteria e chitarre. Del brano singolo: Ma che vita la mia è stata successivamente realizzata una versione denominata Radio edit, arrangiata in versione rock da Marco Barusso. L'uscita dell'album è stata preceduta dall'inserimento, nel canale YouTube ufficiale di Roby Facchinetti, dei video ufficiali di Poeta e Un mondo che non c'è, rispettivamente a gennaio e marzo 2014. Nel booklet dell'album è presente una dedica a Valerio Negrini.

## Tracce
1. Il volo di Haziel (Strumentale) (Facchinetti) – 6:32
2. Ma che vita la mia (Facchinetti-Negrini) – 5:01
3. Un mondo che non c'è (Facchinetti-Negrini) – 5:53
4. È per me (Facchinetti-Negrini) – 4:33
5. Vola che non sei sola (Facchinetti-Negrini) – 5:34
6. Ieri oggi e per sempre (Facchinetti-Negrini) – 4:27
7. Il tempo di guardare la luna (Facchinetti-Negrini) – 4:10
8. Bugie (Facchinetti-Negrini) – 4:56
9. Gocce nel mare (Facchinetti-Negrini) – 5:20
10. Poeta (Strumentale) (Facchinetti) – 5:56

Durata totale: 52:22

## Musicisti
- Roby Facchinetti: voce, tastiera
- Danilo Ballo: arrangiamenti (album), tastiera (tour)
- Johnny Pozzi: tastiera (tour)
- Michele Quaini: chitarra (tour)
- Alex Polifrone: batteria (tour)
- Valeria Caponnetto Delleani: soprano, cori (album e tour)
- Simona Sorbara: cori (tour)
- Fabrizio Argiolas: Sound Engineer Studio e Live